# Церковь Петра и Павла (Таганрог)
Храм Святых Петра и Павла — православный храм в Таганроге. Архитектор С. И. Гущин. Строительство начато в 1896 году, закрыта церковь в 1936 году.
Адрес: Ростовская обл., г. Таганрог, ул. Ломакина, 2-а (на Мясницкой площади по ул. Ломакина) 

## История
В 1893 году члены думы Юлиан Филиппович Арбушевский и Петр Матвеевич Добровольский  подняли вопрос о остроительстве на Мясницкой площади г. Таганрога православной церкви. 12 августа 1893 году Таганрогский купец Петр Петрович Шилов принял решение пожертвовать на строительство храма 15 тыс. рублей. Городской архитектор С. И. Гущин в 1895 году составил план нового храма вместимостью в 550 человек. В этом же году епархиальное начальство разрешило строительство в городе каменного теплого одноклиросного храма во имя апостола Петра. Апостол Пётр был покровителем основателя города императора Петра I.
16 мая 1896 года было освящено место строительства храма. Храм начали строить в 1896 году, в 1899 году заложили фундамент, к середине 1900 года были возведены до окон стены, к середине 1900-х годов были полностью возведены стены. Строительство поддерживалось на средства  купца П. П. Шилова, который затратил на неё 30 тыс. рублей. Иконостас также был изготовлен на средства купца Петра Шилова, который обошёлся ему в 10 тысяч рублей.
Иконостас храма был трехпрестольный, изготовлен из сосны, колонны, рамы и орнаменты, резьба — из липы. Украшения иконостаса были позолочены. Иконы выполнили живописцы иконописной мастерской Ивана Евстафьевича Гетмана.
Построенный храм апостолов Петра и Павла стал самым высоким в Таганроге. Храм был выполнен в «русском» стиле, в формах и по мотивам древнерусской архитектуры XVII века. Его освящение состоялось 17 сентября 1906 года. Службы с перерывом, связанным с недовольством настоятелей соседних храмов из-за оттока прихожан, начались в 1906 году. 
Первым старостой храма был В. В. Бебешин, первым настоятелем был О. И. Шатуленко.
Купец Петр Петрович Шилов, пожертвовавший средства на сооружение храма, умер от холеры 2 августа 1910 года. Он заранее выхлопотал право быть похороненным в ограде церкви, но по существующему в то время правилу, умерших от холеры нельзя было хоронить как при церкви, так и на территории кладбищ.
В 1934 году храм закрыли и передали для проживания цыганам. В это время цыган насильственно принуждали к оседлому образу жизни. По прошествии двух лет цыган переселили, а в здании церкви устроили картонажную фабрику. В 1936 году храм был разобран на кирпичи для строительства местной школы.

Церковь Петра и Павла
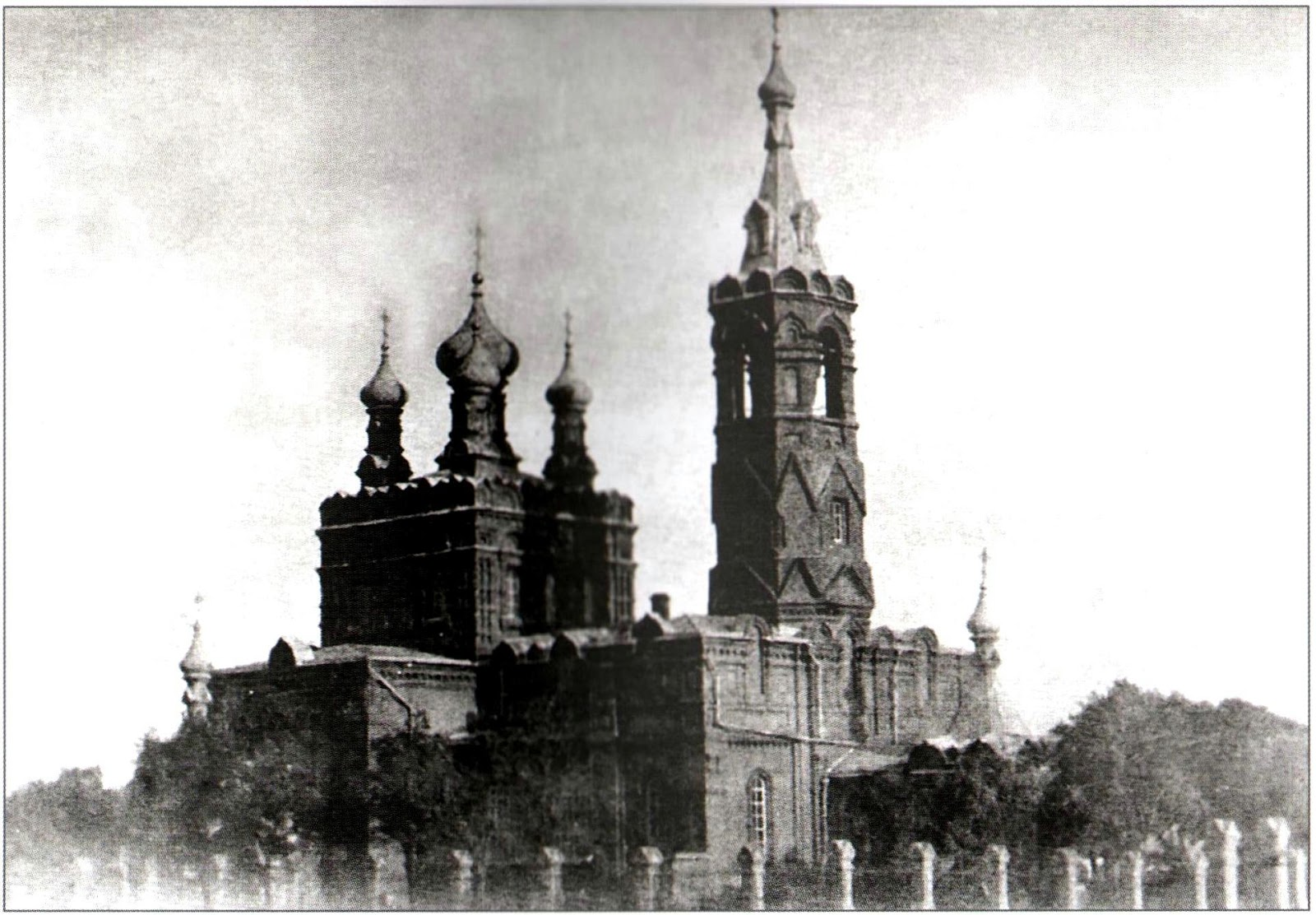
Церковь Петра и Павла
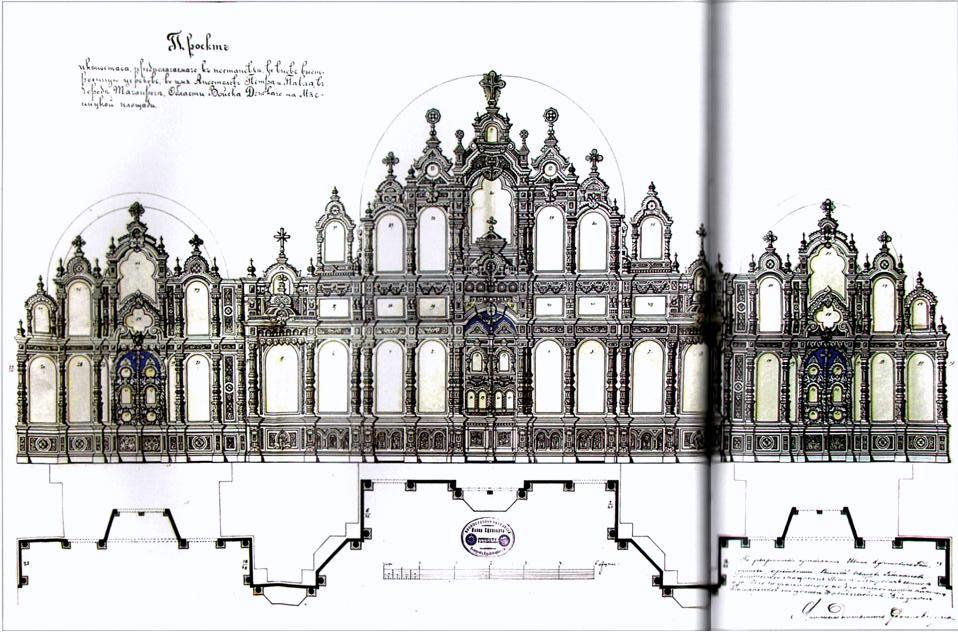
Проект иконостаса
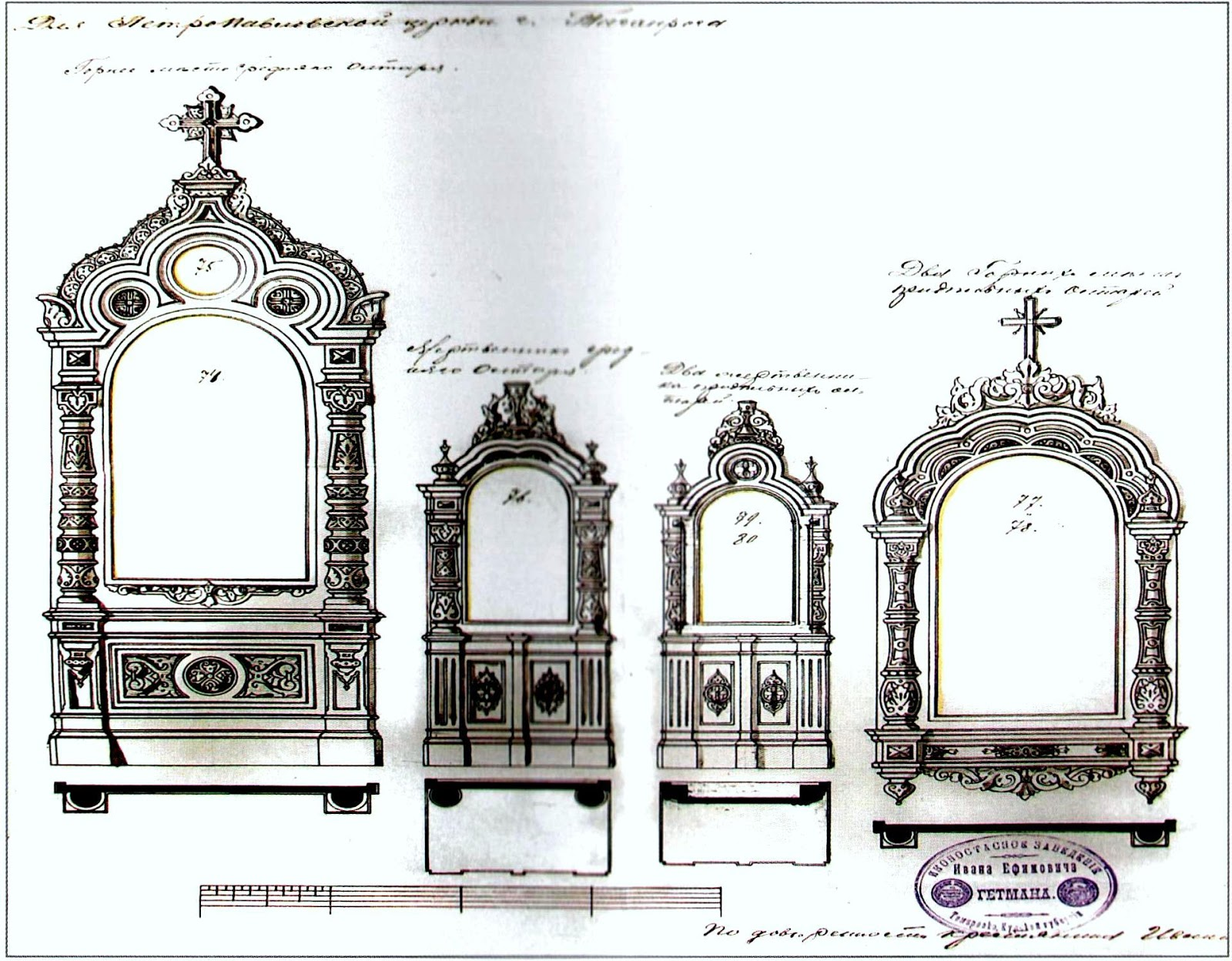
Проект иконостаса
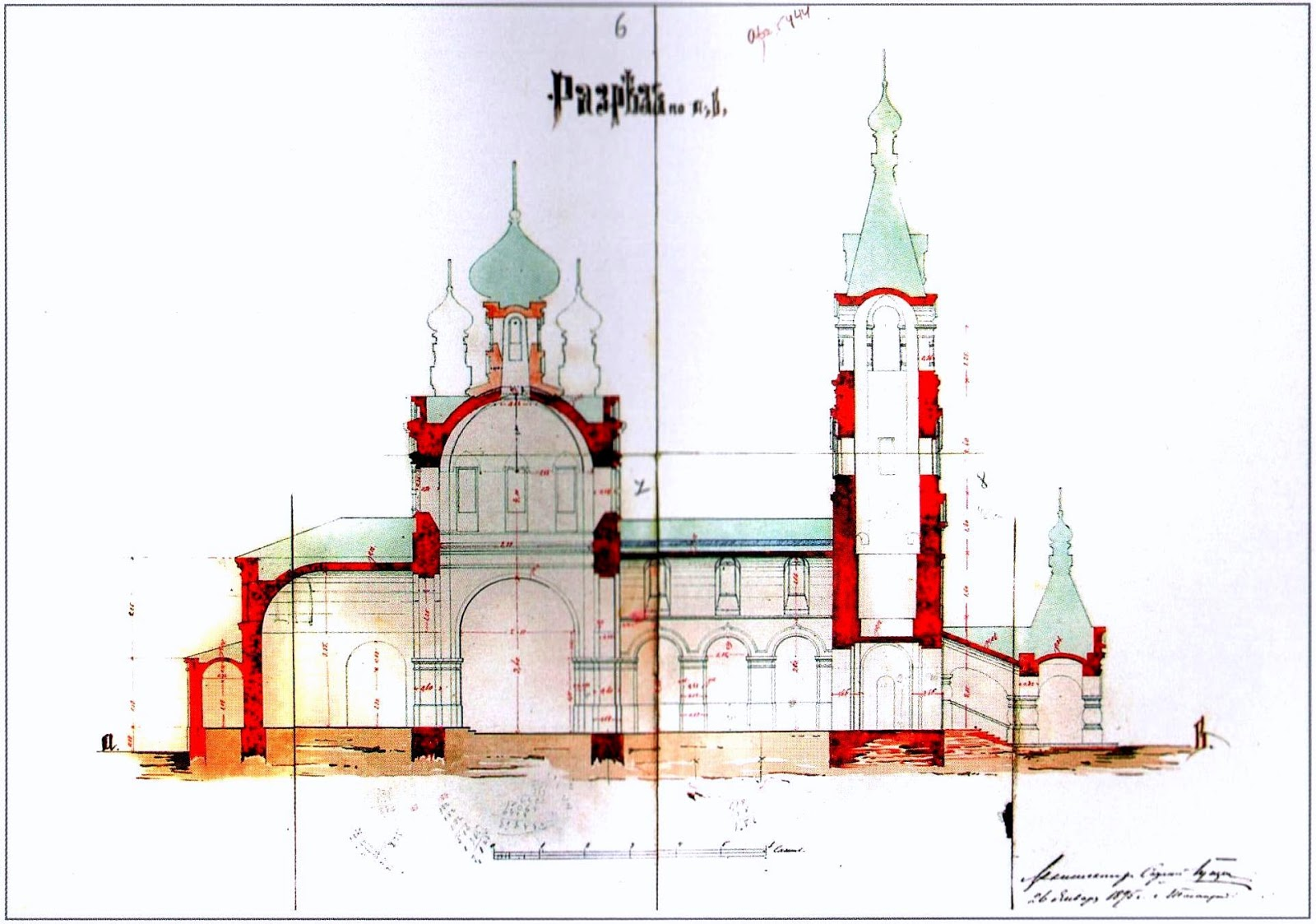
Церковь Петра и Павла в разрезе
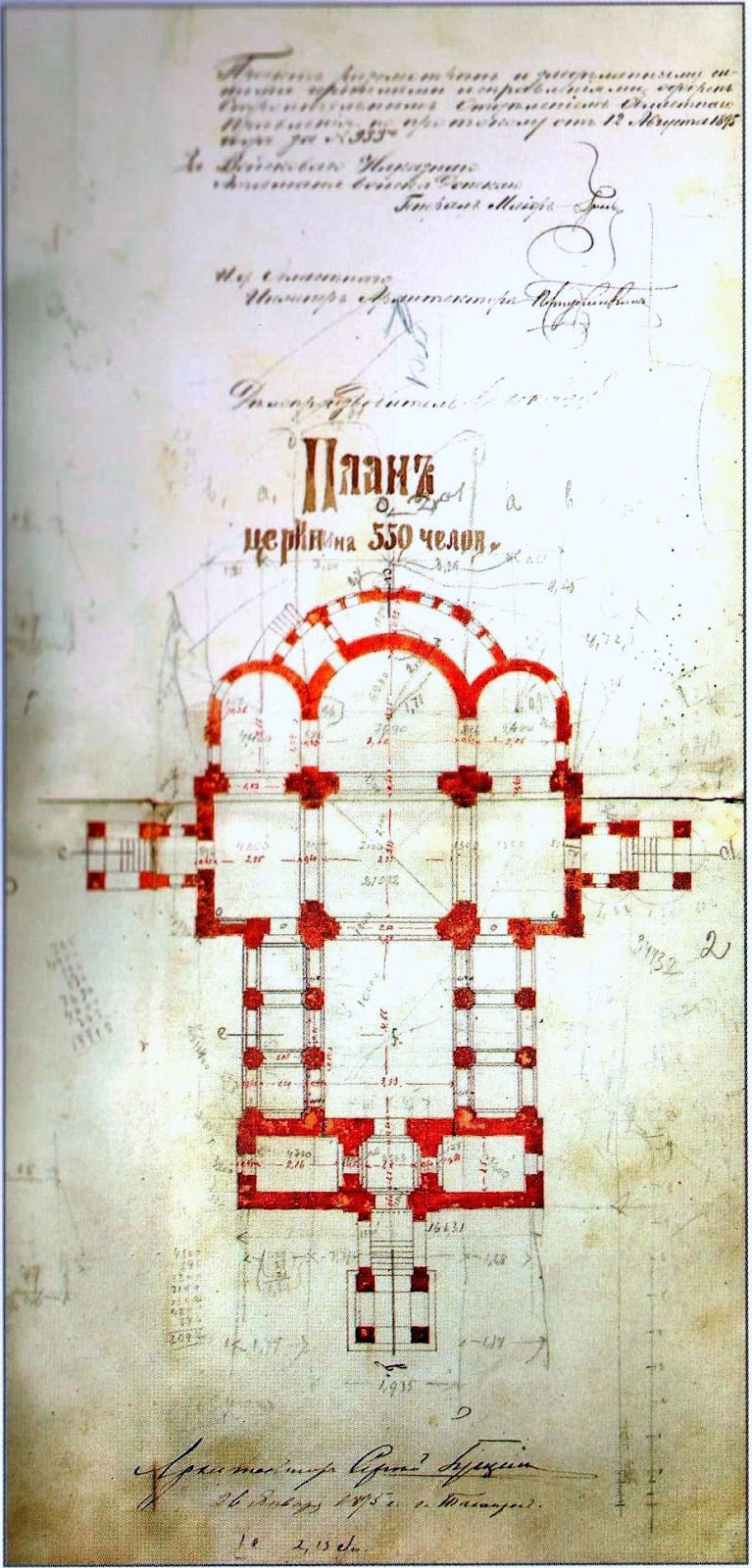
План церкви, 1895г.
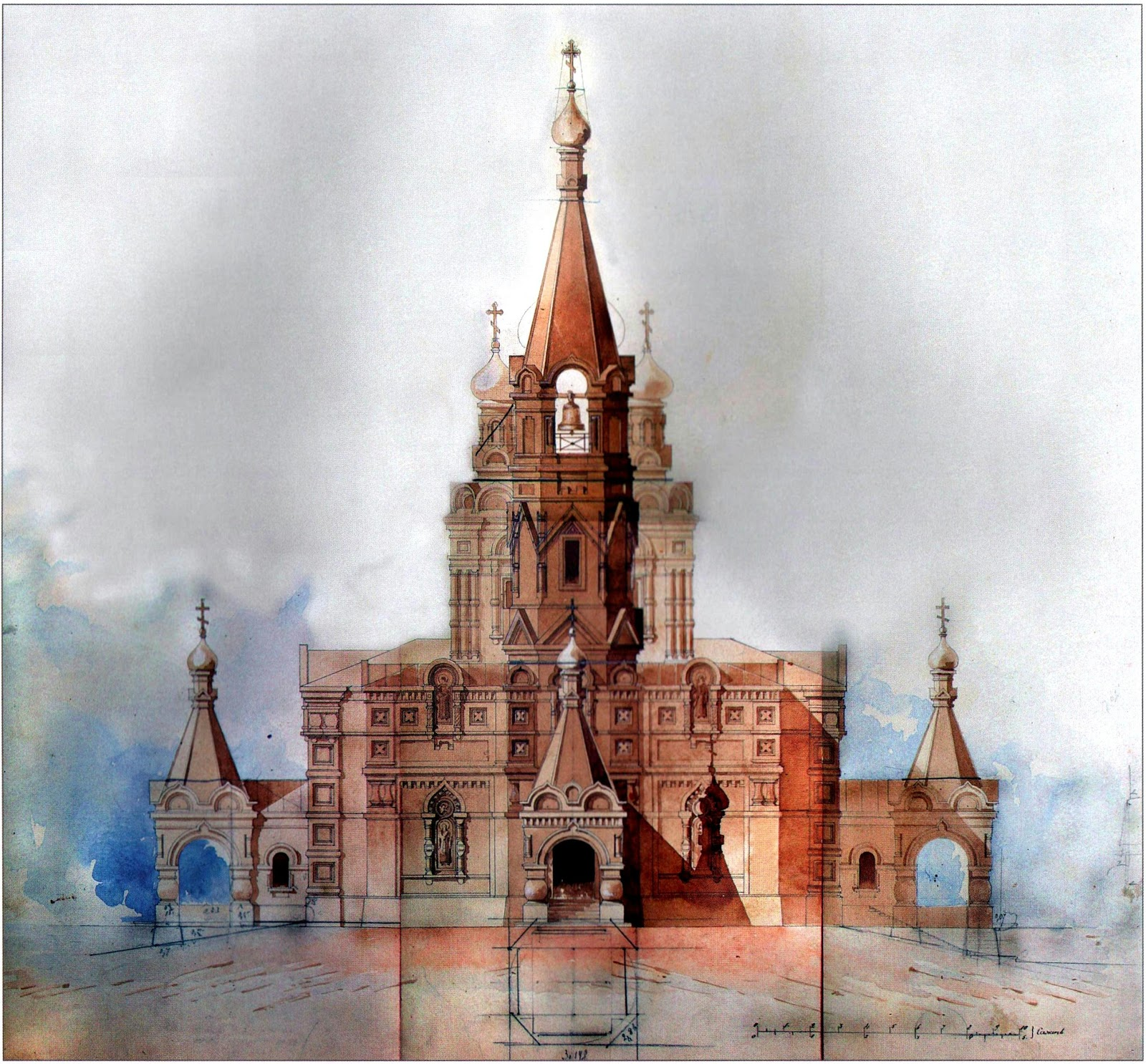
Церковь Петра и Павла. Проект.

## Настоятели
- И. Шатуленко (около 1906г.)